# Psychrophrynella adenopleura
Psychrophrynella adenopleura är en groddjursart som först beskrevs av Cidar Rodrigo Aguayo-Vedia och Harvey 200.  Psychrophrynella adenopleura ingår i släktet Psychrophrynella och familjen Strabomantidae. IUCN kategoriserar arten globalt som sårbar. Inga underarter finns listade i Catalogue of Life.